# Tour de Langkawi 2002
Il Tour de Langkawi 2002, settima edizione della corsa, si svolse dal 1° al 10 febbraio su un percorso di 1311 km ripartiti in 10 tappe. Fu vinto dal colombiano Hernán Darío Muñoz della Colombia-Selle Italia davanti ai sudafricani Robert Hunter e David George.

## Tappe
| Tappa  | Data        | Percorso                                  | km    | Vincitore di tappa | Leader cl. generale |
| ------ | ----------- | ----------------------------------------- | ----- | ------------------ | ------------------- |
| 1ª     | 1º febbraio | Putrajaya > Putrajaya (cron. individuale) | 20,3  | Robert Hunter      | Robert Hunter       |
| 2ª     | 2 febbraio  | Klang > Sitiawan                          | 183,5 | Robert Hunter      | Robert Hunter       |
| 3ª     | 3 febbraio  | Lumut > Ipoh                              | 129,6 | Enrico Degano      | Robert Hunter       |
| 4ª     | 4 febbraio  | Tapah > Bentong                           | 176   | Moreno Di Biase    | Robert Hunter       |
| 5ª     | 5 febbraio  | Bangi > Melaka                            | 127,7 | Robert Hunter      | Robert Hunter       |
| 6ª     | 6 febbraio  | Muar > Johor Bahru                        | 172   | Graeme Brown       | Robert Hunter       |
| 7ª     | 7 febbraio  | Kluang > Tampin                           | 196,7 | Moreno Di Biase    | Robert Hunter       |
| 8ª     | 8 febbraio  | Port Dickson > Petaling Jaya              | 95,5  | Antonio Salomone   | Robert Hunter       |
| 9ª     | 9 febbraio  | Menara Telekom > Genting Highlands        | 133,7 | Hernán Darío Muñoz | Hernán Darío Muñoz  |
| 10ª    | 10 febbraio | Kuala Lumpur > Kuala Lumpur               | 75,6  | Graeme Brown       | Hernán Darío Muñoz  |
| Totale | Totale      | Totale                                    | 1311  |                    |                     |

## Dettagli delle tappe

### 1ª tappa
- 1 febbraio: Putrajaya > Putrajaya (cron. individuale) – 20,3 km

| Pos. | Corridore      | Squadra | Tempo  |
| ---- | -------------- | ------- | ------ |
| 1    | Robert Hunter  | Mapei   | 24'57" |
| 2    | Nathan O'Neill | Panaria | a 43"  |
| 3    | Eric Wohlberg  | Saturn  | a 45"  |

| Pos. | Corridore     | Squadra | Tempo  |
| ---- | ------------- | ------- | ------ |
| 1    | Robert Hunter | Mapei   | 24'57" |

### 2ª tappa
- 2 febbraio: Klang > Sitiawan – 183,5 km

| Pos. | Corridore        | Squadra      | Tempo    |
| ---- | ---------------- | ------------ | -------- |
| 1    | Robert Hunter    | Mapei        | 4h19'40" |
| 2    | Antonio Salomone | Index-Alexia | s.t.     |
| 3    | Andrea Tafi      | Mapei        | s.t.     |

| Pos. | Corridore     | Squadra | Tempo    |
| ---- | ------------- | ------- | -------- |
| 1    | Robert Hunter | Mapei   | 4h44'27" |

### 3ª tappa
- 3 febbraio: Lumut > Ipoh – 129,6 km

| Pos. | Corridore        | Squadra        | Tempo    |
| ---- | ---------------- | -------------- | -------- |
| 1    | Enrico Degano    | Panaria        | 2h38'44" |
| 2    | Graeme Brown     | Panaria        | s.t.     |
| 3    | Mario Traversoni | Form. Trentini | s.t.     |

| Pos. | Corridore     | Squadra | Tempo    |
| ---- | ------------- | ------- | -------- |
| 1    | Robert Hunter | Mapei   | 7h23'11" |

### 4ª tappa
- 4 febbraio: Tapah > Bentong – 176 km

| Pos. | Corridore         | Squadra        | Tempo    |
| ---- | ----------------- | -------------- | -------- |
| 1    | Moreno Di Biase   | Form. Trentini | 4h16'03" |
| 2    | Robert Hunter     | Mapei          | s.t.     |
| 3    | Frédéric Amorison | Lotto-Adecco   | s.t.     |

| Pos. | Corridore     | Squadra | Tempo     |
| ---- | ------------- | ------- | --------- |
| 1    | Robert Hunter | Mapei   | 11h39'08" |

### 5ª tappa
- 5 febbraio: Bangi > Melaka – 127,7 km

| Pos. | Corridore        | Squadra      | Tempo    |
| ---- | ---------------- | ------------ | -------- |
| 1    | Robert Hunter    | Mapei        | 2h48'58" |
| 2    | Antonio Salomone | Index-Alexia | s.t.     |
| 3    | Kam-Po Wong      |              | s.t.     |

| Pos. | Corridore     | Squadra | Tempo     |
| ---- | ------------- | ------- | --------- |
| 1    | Robert Hunter | Mapei   | 14h27'56" |

### 6ª tappa
- 6 febbraio: Muar > Johor Bahru – 172 km

| Pos. | Corridore        | Squadra | Tempo    |
| ---- | ---------------- | ------- | -------- |
| 1    | Graeme Brown     | Panaria | 3h39'27" |
| 2    | Robert Hunter    | Mapei   | s.t.     |
| 3    | Hendrik Van Dyck | Palmans | s.t.     |

| Pos. | Corridore     | Squadra | Tempo     |
| ---- | ------------- | ------- | --------- |
| 1    | Robert Hunter | Mapei   | 18h07'17" |

### 7ª tappa
- 7 febbraio: Kluang > Tampin – 196,7 km

| Pos. | Corridore       | Squadra        | Tempo    |
| ---- | --------------- | -------------- | -------- |
| 1    | Moreno Di Biase | Form. Trentini | 4h35'06" |
| 2    | Daniele Galli   | Index-Alexia   | s.t.     |
| 3    | Robert Hunter   | Mapei          | s.t.     |

| Pos. | Corridore     | Squadra | Tempo     |
| ---- | ------------- | ------- | --------- |
| 1    | Robert Hunter | Mapei   | 22h42'19" |

### 8ª tappa
- 8 febbraio: Port Dickson > Petaling Jaya – 95,5 km

| Pos. | Corridore        | Squadra      | Tempo    |
| ---- | ---------------- | ------------ | -------- |
| 1    | Antonio Salomone | Index-Alexia | 1h57'50" |
| 2    | Andris Naudužs   | Colombia     | s.t.     |
| 3    | Dirk Schumann    | Nürnberg.    | s.t.     |

| Pos. | Corridore     | Squadra | Tempo     |
| ---- | ------------- | ------- | --------- |
| 1    | Robert Hunter | Mapei   | 24h40'09" |

### 9ª tappa
- 9 febbraio: Menara Telekom > Genting Highlands – 133,7 km

| Pos. | Corridore          | Squadra  | Tempo    |
| ---- | ------------------ | -------- | -------- |
| 1    | Hernán Darío Muñoz | Colombia | 3h39'43" |
| 2    | David George       |          | a 4"     |
| 3    | Ruber Marín        | Colombia | a 1'25"  |

| Pos. | Corridore          | Squadra  | Tempo     |
| ---- | ------------------ | -------- | --------- |
| 1    | Hernán Darío Muñoz | Colombia | 28h21'41" |

### 10ª tappa
- 10 febbraio: Kuala Lumpur > Kuala Lumpur – 75,6 km

| Pos. | Corridore     | Squadra      | Tempo    |
| ---- | ------------- | ------------ | -------- |
| 1    | Graeme Brown  | Panaria      | 1h41'50" |
| 2    | Daniele Galli | Index-Alexia | s.t.     |
| 3    | Robert Hunter | Mapei        | s.t.     |

| Pos. | Corridore          | Squadra  | Tempo     |
| ---- | ------------------ | -------- | --------- |
| 1    | Hernán Darío Muñoz | Colombia | 30h03'31" |
| 2    | Robert Hunter      | Mapei    | a 36"     |
| 3    | David George       |          | a 1'52"   |

## Classifiche finali

### Classifica generale
| Pos. | Corridore          | Squadra   | Tempo     |
| ---- | ------------------ | --------- | --------- |
| 1    | Hernán Darío Muñoz | Colombia  | 30h03'31" |
| 2    | Robert Hunter      | Mapei     | a 36"     |
| 3    | David George       |           | a 1'52"   |
| 4    | René Jørgensen     | EDS-Fakta | a 3'50"   |
| 5    | Mickaël Pichon     | Bonjour   | a 4'42"   |
| 6    | David Cañada       | Mapei     | a 5'00"   |
| 7    | Artur Babaitsev    | Nürnberg. | a 5'29"   |
| 8    | Paolo Lanfranchi   | Index     | a 5'56"   |
| 9    | Ruber Marín        | Colombia  | a 6'43"   |
| 10   | Steve Vermaut      | Lotto     | a 7'11"   |